# Ландер (округ)
Ландер (англ. Lander County) — округ, расположенный в штате Невада (англ. Nevada) с население в 5.794 человек по данным переписи 2000 года. Административный центр — город Батл-Маунтин (англ. Battle Mountain)

## История
Округ Ландер образован в 1861 году в числе первых девяти округов штата Невада. Своё название округ получил по имени Фредерика В. Лэндера (Frederick W. Lander), работавшего в 1857 году главным инженером участка федеральной железной дороги через штат Невада. Позднее Фредерик Лэндер работал в качестве специального представителя Индии в штате и погиб в Виргинии в 1862 году во время Гражданской войны США, находясь к тому времени в звании бригадного генерала.
Созданный в 1861 году, округ Ландер впоследствии стал известен как матерь округов, поскольку многие округа штата Невада были выделены из первоначальной территории округа Ландер. Первой столицей округа был город Джейкобсвилл, в 1862 году столица была перенесена в Остин и, наконец, в 1979 году столицей округа стал город Батл-Маунтин.

## География
По данным Бюро переписи населения США округ Ландер имеет общую площадь в 5.519 квадратных миль (14.295 квадратных километров), из которых 14.228 км² занимает земля и 67 км² — вода (0.47 % от общей площади). Высочайшая вершина — Банкер-Хилл (3498 м).

### Соседние округа
- Элко — север
- Юрика — запад
- Най — юг
- Черчилл — запад
- Першинг — запад
- Гумбольдт — северо-запад

### Национальные парки
- Национальный заповедник Гумбольдт-Тойабе (часть)

## Демография
По данным переписи населения 2000 года в округе Ландер проживало 5794 человек, 1523 семей, насчитывалось 2093 домашних хозяйств и 2780 единиц сданного жилья. Средняя плотность населения составляла 0,02 человек на один квадратный километр. Расовый состав округа по данным переписи распределился следующим образом: 84,41 % белых, 0,21 % афроамериканцев, 3,99 % коренных американцев, 0,35 % азиатов, 0,03 % выходцев с тихоокеанских островов, 2,35 % смешанных рас и 8,66 % — других народностей. 18,52 % населения составляли выходцы из Испании или стран Латинской Америки.
39,70 % от всего числа зарегистрированных семей имели детей в возрасте до 18 лет, проживающих вместе с родителями, 59,70 % представляли собой супружеские пары, живущие вместе, в 8,10 % семей женщины проживали без мужей, а 27,20 % семей не являлись семьями как таковыми. 22,30 % всех зарегистрированных домашних хозяйств представляли одиночки, при этом 5,00 % составили одиночки старше 65 лет. Средний размер домашнего хозяйства составил 2,73 человека, средний размер семьи — 3,23 человека.
Население округа по возрастному диапазону по данным переписи 2000 года распределилось следующим образом: 32,20 % — жители младше 18 лет, 6,80 % — между 18 и 24 годами, 29,00 % — от 25 до 44 лет, 25,00 % — от 45 до 64 лет, 7,00 % — старше 65 лет. Средний возраст жителей округа при этом составил 34 года. На каждые 100 женщин приходилось 105,50 мужчин, при этом на каждых сто женщин 18 лет и старше также приходилось 105,50 мужчин старше 18 лет.
Средний доход на одно домашнее хозяйство в округе составил 46 067 долларов США, а средней доход на одну семью в округе — 51 538 долларов США. При этом мужчины имели средний доход 45 375 долларов США в год против 22 197 долларов США среднегодового дохода у женщин. Доход на душу населения в округе составил 16 998 долларов США в год. 8,60 % от всего числа семей в округе и 12,90 % от всей численности населения находилось на момент переписи населения за чертой бедности, при этом 13,50 % из них были моложе 18 лет и 12,90 % — в возрасте 65 лет и старше.

## Города и посёлки
- Остин — население 340 человек в 2004 году
- Батл-Маунтин — население 3.779 человек в 2006 году
- Галина — население 10 человек
- Кингстон — население 288 человек в 2005 году
- Питсберг
- Рикси

## Дополнительные ссылки
- Theodore, T.G. and G.M. Jones. (1992). Geochemistry and geology of gold in jasperoid, Elephant Head area, Lander County, Nevada [U.S. Geological Survey Bulletin 2009]. Washington, D.C.: U.S. Department of the Interior, U.S. Geological Survey.